# Philorus chosenensis
Philorus chosenensis är en tvåvingeart som beskrevs av Kitakami 1931. Philorus chosenensis ingår i släktet Philorus och familjen Blephariceridae. Inga underarter finns listade i Catalogue of Life.